# Aalto-universitetets högskola för kemiteknik
Aalto-universitetets högskola för kemiteknik (Aalto CHEM, finska: Aalto-yliopiston kemian tekniikan korkeakoulu, engelska: Aalto University School of Chemical Technology) är en av högskolor inom Aalto-universitetet. Den baserar sig på f.d. Tekniska högskolans fakultet för kemi och materialvetenskaper.
I Högskolan för kemiteknik är forskningsverksamheten koncentrerad på undersökning och utveckling av processer som utnyttjar naturresurserna. Betydande tyngdpunkter inom forskningen är miljövänliga och energieffektiva processer, mångsidigt utnyttjande av trä och andra biomaterial, nya material och deras tillämpning, nya motorbränslen, bearbetning av mikro-organismer och enzymer och nya läkemedel och biomaterial. 

## Institutioner och övriga enheter
- Institutionen för bio- och kemiteknik
- Institutionen för kemi
- Institutionen för materialteknik
- Institutionen för trädförädlingsteknik